# هوگو فریدهوفر
هوگو فریدهوفر (انگلیسی: Hugo Wilhelm Friedhofer؛ ۳ مهٔ ۱۹۰۱ – ۱۷ مهٔ ۱۹۸۱) یک آهنگساز اهل ایالات متحده آمریکا بود.

## جوایز و افتخارات
وی برنده جوایزی همچون جایزه اسکار بهترین موسیقی فیلم شده است.

## بخشی از فیلمشناسی

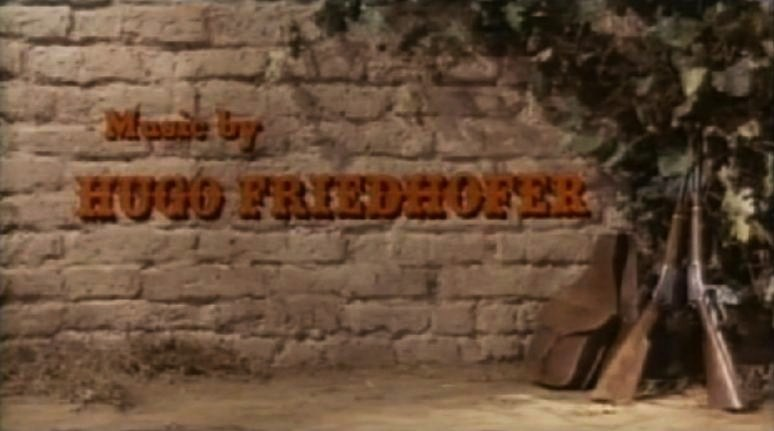
سربازهای یک چشم (۱۹۶۱)

از آثار وی می‌توان به ساختِ موسیقی فیلم‌های زیر اشاره نمود.
- اورینت اکسپرس (۱۹۳۴)
- ماجراهای مارکو پولو (۱۹۳۸)
- قایق نجات (۱۹۴۴)
- خانه در ایندیانا (۱۹۴۴)
- بهترین سال‌های زندگی ما (۱۹۴۶)
- جسم و روح (۱۹۴۷)
- زن اسقف (۱۹۴۷)
- شمشیرزنی (۱۹۴۸)
- ژان‌دارک (۱۹۴۸)
- دو پرچم به سوی غرب (۱۹۵۰)
- تک‌خال در حفره (۱۹۵۱)
- هوندو (۱۹۵۳)
- هرچه سخت‌تر به زمین می‌خورند (۱۹۵۶)
- خورشید همچنان می‌دمد (۱۹۵۷)
- عشقبازی به یادماندنی (۱۹۵۷)
- فرشته آبی (۱۹۵۹)
- هرگز نه این‌قدر کم (۱۹۵۹)
- سربازهای یک چشم (۱۹۶۱)
- جرونیمو (۱۹۶۲)
- امپراتوری (۱۹۶۲) (مجموعه تلویزیونی)
- حمله سری (۱۹۶۴)
- سفر به قعر دریا (۱۹۶۴) (اپیزودها برای مجموعه تلویزیونی)
- نیزه‌دار (۱۹۶۸–۶۹) (اپیزودها برای مجموعه تلویزیونی)